# Front Wyzwolenia Dżammu i Kaszmiru

Flaga Frontu Wyzwolenia Dżammu i Kaszmiru

Front Wyzwolenia Dżammu i Kaszmiru - organizacja walcząca o niepodległość Dżammu i Kaszmiru od Pakistanu i Indii założona w 1977 roku w Birmingham.
Członkowie Frontu utrzymują, że nie są islamistami, tylko nacjonalistami i sprzeciwiają się powstaniom terrorystów z Pakistanu i Indii. Dlatego też optują za odseparowaniem Kaszmiru od trzech państw zajmujących jego terytorium (Chiny, Pakistan i Indie) i utworzeniem niepodległego państwa.
W 1982 roku powstały oddziały Frontu w dzielnicy Kaszmiru administrowanej przez Pakistan, w samym Pakistanie i w 1987 roku w Kaszmirze administrowanym przez Indie.